# Anna Hájková
Anna Hájková (Praga, 27 de septiembre de 1978) es una historiadora checa que actualmente es profesora de la Universidad de Warwick. Se especializa en el estudio de la vida cotidiana durante el Holocausto y la sexualidad y el Holocausto. Según Hájková, «Mi enfoque de la historia queer del Holocausto muestra una sociedad más compleja, más humana y más real más allá de los monstruos y los santos».

## Familia
Hájková es nieta del historiador checo Miloš Hájek (1921-2016) y su primera esposa, Alena Hájková (1924-2012), una historiadora que se especializó en el estudio de la resistencia judía checa al nazismo. Ambos fueron reconocidos como Justos entre las Naciones, y Miloš fue signatario y portavoz de la Carta 77. Ella se identifica como judía.

## Carrera profesional
De 1998 a 2006, Hájková estudió historia moderna en la Universidad Humboldt de Berlín y la Universidad de Ámsterdam. Obtuvo una maestría bajo la supervisión de Hartmut Kaelble con una tesis titulada Die Juden aus den Niederlanden im Ghetto Theresienstadt, 1943-1945 («Los judíos de los Países Bajos en el gueto de Theresienstadt, 1943-1945»). Recibió su doctorado en la Universidad de Toronto en 2013. Su tesis, dirigida por Doris Bergen, se tituló «Sociedad de prisioneros en el gueto de Terezin, 1941-1945», sobre la sociedad de prisioneros en el gueto de Theresienstadt. Su disertación recibió los premios Irma-Rosenberg-Preis y Herbert-Steiner-Preis. En 2013, publicó el artículo Sexual Barter in Times of Genocide: Negotiating the Sexual Economy of the Theresienstadt Ghetto («El trueque sexual en tiempos de genocidio: negociando la economía sexual del gueto de Theresienstadt»), que recibió el premio Catharine Stimpson a la beca feminista sobresaliente. Según Michal Frankl, este estudio utiliza «un enfoque metodológico nuevo e inspirador». Desde 2013, ha sido profesora en la Universidad de Warwick.
En 2020, su libro The Last Ghetto: An Everyday History of Theresienstadt fue publicado por Oxford University Press, que Frankl describió como un «proyecto de libro importante». El mismo año, editó un número de German History titulado Sexuality, Holocaust, Stigma («Sexualidad, Holocausto, Estigma»). Es la presidenta del consejo asesor académico de Společnost pro queer paměť («Sociedad para la memoria queer»), una sociedad checa que recopila información sobre la historia LGBT. Hájková también ha publicado artículos sobre temas históricos en periódicos y revistas como Haaretz, Tablet Magazine e History Today.

## Caso de derechos personales
En abril de 2020, un tribunal alemán determinó que Hájková había violado los derechos personalísimos de una sobreviviente del Holocausto fallecida, al concluir a partir de los testimonios de testigos que no era improbable que la entonces reclusa del campo hubiera tenido una relación con la guardia de las SS Anneliese Kohlmann. Si bien Anneliese Kohlmann declaró explícitamente en su juicio de posguerra que se había enamorado de esta reclusa en particular, investigaciones legales surgieron de las incertidumbres restantes con respecto a la medida en que la reclusa del campo podría o no haber respondido al afecto de Kohlmann.